# Федерація дзюдо України
Федерація дзюдо України (ФДУ) заснована в 1991 року, є всеукраїнською громадською організацією, яка створена з метою подальшого розвитку, популяризації та пропаганди дзюдо.

## Історія
У 1993 р. Федерація дзюдо України була офіційно визнана членом Європейського союзу дзюдо (European Judo Union) як самостійна організація. З цього часу почалась її активна міжнародна діяльність, а саме з чемпіонату Європи в Афінах, а потім чемпіонату світу у Гамільтоні (Канада) у тому ж році.
Українські спортсмени ставали призерами чемпіонатів світу та Європи, а першим значним досягненням українського дзюдо стало завоювання Русланом Машуренко бронзової олімпійської медалі в 2000 р. в Сіднеї (Австралія).
У часи незалежності України вітчизняну школу дзюдо уславили такі майстри, як срібний призер Олімпійських ігор в Афінах-2004 та бронзовий призер Олімпійських ігор в Пекіні-2008 Роман Гонтюк, бронзова призерка Чемпіонату світу Тетяна Беляєва, триразовий чемпіон Європи Валентин Греков, срібна призерка Чемпіонату світу та багатократна призерка Чемпіонатів Європи Марина Прищепа, дворазовий Чемпіон Європи та бронзовий призер Чемпіонату світу Геннадій Білодід, Чемпіонка Європи Марина Прокоф'єва, бронзовий призер Чемпіонату світу Євген Сотніков, чотириразова бронзова призерка Чемпіонатів Європи Анастасія Матросова, срібний призер Чемпіонату світу і бронзовий призер Чемпіонату Європи Мусса Настуєв, срібний призер Чемпіонату світу Віталій Бубон, дворазовий бронзовий призер Чемпіонатів Європи Ілля Чимчиурі, срібний призер Чемпіонату Європи Руслан Мірзалієв та чемпіон Європи Ренат Мірзалієв, дворазовий бронзовий призер Чемпіонатів світу Яків Хаммо, чемпіон Європи Богдан Ядов.
Першим українським чемпіоном світу з дзюдо в 2009 році став Георгій Зантарая, крім цього Георгій тричі вигравав континентальну першість. Історичну перемогу виборола на континентальних змаганнях серед команд у 2011 році в турецькому Стамбулі чоловіча зборна України, яка вперше в історії стала чемпіонами Європи. У фіналі наші дзюдоїсти перемогли 17-разових чемпіонів Європи. Золоті нагороди отримали Георгій Зантарая, Сергій Дребот, Сергій Плієв, Володимир Сорока, Артем Василенко, Віктор Савінов, Валентин Греков, Роман Гонтюк, Артем Блошенко і Станіслав Бондаренко.
Наймолодшою в історію чемпіонкою світу з дзюдо є українка Дар'я Білодід. На чемпіонаті світу в Баку в 2018 році 17-річна українка здобула золоту нагороду, перемігши в фіналі японку Фуну Тонакі. А вже за рік на чемпіонаті світу в Токіо українка повторила свій успіх, здобувши золоту медаль у ваговій категорії до 48 кілограмів. Крім того, Дар'я є дворазовою чемпіонкою (Варшава-2017, Мінськ-2019) та срібною (Лісабон-2021) призеркою чемпіонатів Європи. На Олімпійських іграх в Токіо-2020, що відбулися влітку 2021 року, Дар'я завоювала бронзову нагороду. Це перша олімпійська нагорода в історії українського жіночого дзюдо.

## Досягнення ФДУ
- У 2005 р. в Києві пройшов чемпіонат Європи серед молоді U-23.
- У 2011 р. українська столиця прийняла чемпіонат світу з дзюдо серед кадетів U-17.

Нині представники Федерації беруть активну участь у діяльності Європейського союзу дзюдо (EJU) та Міжнародної федерації дзюдо (IJF) — у суддівстві Олімпійських ігор, чемпіонатів світу та Європи, інших міжнародних турнірів, а також в організаційних, медійних та суддівських семінарах.

## Керівництво ФДУ
Президент Федерації дзюдо України — Кошляк Михайло Анатолійович.
Керівним органом Федерації є Конференція. В період між конференціями, керівним органом є Президія Федерації. Робочим органом Федерації є виконавчий комітет.
Президія Федерації дзюдо України є постійно діючим органом, який здійснює управління поточною діяльністю Федерації і є підзвітною Конференції ФДУ.

### До складу Президії входять
- Президент ФДУ Михайло Кошляк
- Перший віцепрезидент Василь Волошин
- Віцепрезидент Сергій Колесніченко
- Віцепрезидент Олександр Нагібін
- Віцепрезидент Михайло Руденко
- Виконавчий секретар Наталія Редкіна
- Головний тренер збірної України Віталій Дуброва
- Виконавчий директор ФДУ Інна Скороходова

### Президенти Федерації дзюдо України
- 1991—1995 — Володимир Барабаш
- 1995—1998 — Вадим Павленко
- 1998—2006 — Леонід Деркач
- 2006—2013 — Володимир Сивкович
- 2013—2017 — Нуруліслам Аркаллаєв
- 2017—2020 — Роман Насіров
- З 2020 — Михайло Кошляк

== Партнери ФДУ == — Європейський союз дзюдо;
- Міжнародна федерація дзюдо;
- Національний олімпійський комітет України;
- Міністерство молоді та спорту України.

## Діяльність ФДУ
Серед основних завдань Федерації є:
1. Розвиток дзюдо в Україні, зміцнення його ролі в гармонічному розвитку особистості, зміцненні здоров'я та формування здорового образу життя.
2. Покращення системи підготовки висококваліфікованих спортсменів, тренерів, суддів, забезпечення вдалих виступів українських дзюдоїстів на Олімпійських іграх, чемпіонатах світу, Європи та інших міжнародних змаганнях.
3. Розвиток та зміцнення зв'язків з міжнародними Федераціями, асоціаціями та об'єднаннями.